# John C. Marshall
John C. Marshall (* 17. April 1941 in London; † 2. September 2012 in Düsseldorf, Deutschland) war ein britischer Gitarrist, Sänger und Songwriter in den Stilrichtungen Jazz und Blues.

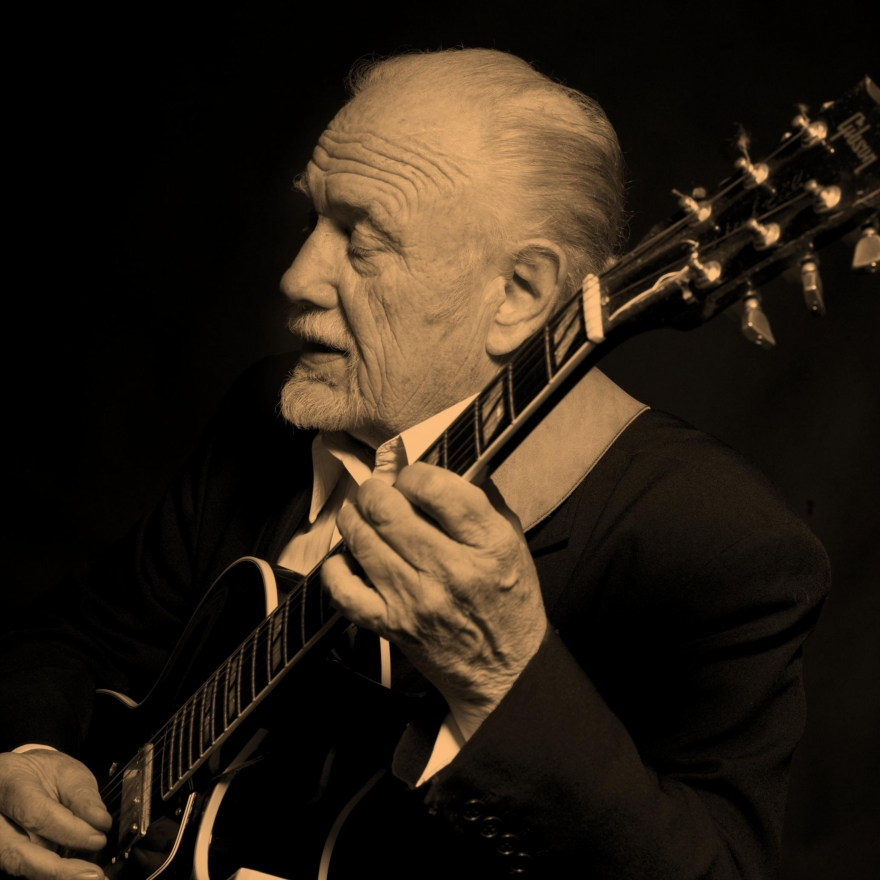
John C. Marshall 2010

## Leben und Wirken
John C. Marshall stammte aus einer Musikerfamilie; sein Großvater war Musiklehrer für Gitarre, Banjo und Harfe, sein Vater spielte Banjo, Gitarre und Klavier. Die Familie veranstaltete wöchentlich Musikabende, in die der Junge schon sehr früh eingebunden wurde. Als Jugendlicher spielte er als Gitarrist in diversen Bands in den Pubs des Londoner Nordens.
Mitte der 1960er Jahre verließ Marshall England, um nach Paris zu gehen. Dort traf er auf den amerikanischen Schlagzeuger Alvin Sykes, einem Neffen von Cab Calloway, mit dessen Band er einige Jahre durch ganz Europa tourte. Es folgten zahlreiche Auftritte für die amerikanischen Special Services (Entertainment) als Begleitgitarrist für viele US-amerikanische Künstler, die zur Unterhaltung der Truppen auftraten. Unter anderem für Big Mama Thornton, Ben E. King und Brook Benton.
1972 ließ er sich für einige Jahre in Amsterdam nieder, um dort an der sehr aktiven Jazzszene teilzunehmen. Hier spielte er unter anderen mit Rosa King, Hans Dulfer, Slide Hampton, Chet Baker und Dave Kamien. Immer wieder trat er in dieser Zeit als Begleitgitarrist für amerikanische Künstler auf, die in Europa auf Tournee gingen – unter anderem Ray Charles, Aretha Franklin und Gene „Mighty Flea“ Conners.
Dem deutschen Fernsehpublikum wurde er 1979 als Stammgitarrist in der WDR-Serie „Let’s Swing“ bekannt – unter der musikalischen Leitung von Dave Kamien. 1981 wurde Marshall eines der Gründungsmitglieder des Olympic Rock & Blues Circus – zusammen mit Chris Farlowe, Pete York, Colin Hodgkinson und Brian Auger, der kurze Zeit später durch Jon Lord ersetzt wurde. 1982 gründete er mit dem Keyboarder Chris Lazenby die Band „Step’In Out“. Das Debütalbum Another Happy Customer wurde von der Presse hoch gelobt und war ein respektabler Verkaufserfolg. 2010 wurde es wieder neu veröffentlicht und findet in Japan großen Zuspruch.
Mitte der 1980er Jahre gründete er die John Marshall Band, auch bekannt als JMB, die auf dem North Sea Jazz Festival auftrat und auch heute noch als John C. Marshall Band in verschiedenen Besetzungen zu sehen ist. 1993 bis 1995 war er Solist der RTL Big Band, für die er auch arrangierte und mit der er das Album „R&B Party“ aufnahm. Ebenfalls in diese Zeit fällt die Arbeit mit der niederländischen Acid-Jazz-Band Advanced Warning – zusammen mit dem Keyboarder Herbert Noord, dem Saxofonisten Rinus Groeneveld und dem Focus-Schlagzeuger Pierre van der Linden.
Ab 2000 wirkte er bei verschiedenen Blues- und Jazzprojekten mit, u. a. mit Pia Fridhill, A. G. Weinberger, Gregory Gaynair, Men At Jazz und als musikalischer Leiter der Big Band Friends aus Düsseldorf. Marshall lebte bis zu seinem Tod in Düsseldorf und war in diversen Jazzformationen aktiv. Er verstarb nach einem Herzinfarkt am 2. September 2012.

## Diskografie
- Step’in Out – Another Happy Customer (1983/2010)
- John Marshall Band – Compared to What! (1988)
- John Marshall Band – Handmade (1990)
- Black Jack – mit Bobby „Bro“ Gaynair
- John Marshall Band – Same Old Story (1993)
- John C. Marshall & RTL Big Band – R&B Party (1994)
- The Chant – mit Steve Galloway, Ron Wilson, Doug Sides, Bert Thompson (1995)
- John C. Marshall Band & Pia Fridhill – Blues Business (2000)
- John C. Marshall Band – Live at the CPM (2009)

## Kollaborationen
- Pete Lancaster & The Upsetters - Rhythm & Blues Show (1967)
- Let’s Swing – Jazz zum Mitmachen (1979)
- Olympic Rock & Blues Circus (1981)
- Gene Mighty Flea Conners – Santified (1981)
- Rolf Lebeda – Boogie (1982)
- Gene Mighty Flea Conners Sings and Plays R&B (1984)
- Advanced Warning – Watch Out for the Jazz Police (1993)
- Advanced Warning – Cut the Crap (1995)
- Men at Jazz – Laid Back (2001)